# Yasemin Allen
Yasemin Kay Allen (Londres, 10 de julho de 1989) é uma atriz turca de origem britânica.

## Biografia e carreira
Yasemin Kay Allen nasceu em 10 de julho de 1989, em Londres, é filha do pai inglês Dudley Allen e da atriz e cantora inglesa Sonja Eady. Eady é mais conhecida como Suna Yıldızoğlu após seu primeiro casamento em 1974 com o ator turco Kayhan Yıldızoğlu, com o qual ela também ganhou cidadania turca.
A adoção de cidadania turca por parte de sua mãe significa que Yasemin é uma cidadã turca-britânica dupla. Ela tem um irmão chamado Kaan. 
Sua família se mudou para a Turquia quando tinha três meses de idade. Ela foi para a Austrália com a mãe depois de completar o ensino fundamental. Lá ela fez cinema, televisão, teatro e cursos de japonês. 
Ela ganhou bolsa de estudos da Universidade de Queensland. Ela voltou para a Turquia quando tinha dezoito anos. Então se formou em Müjdat Gezen Konservatuarı (Müjdat Gezen é um famoso ator i diretor de teatro turco) com grau de Artes Teatrais.
Yasemin Allen foi finalista na competição da L'Oréal. No mesmo ano ela desempenhou o papel principal na série de televisão turca Elif. Em 2010, ela estrelou como Elena na série Kavak Yelleri, e Juliette em outra série, Yerden Yüksek. 
Em 2011, ela interpretou Pelin Akça em Hayat Devam Ediyor. Em 2013, ela interpretou Irmak Tunali na série Merhamet. No mesmo ano, ela apareceu nos anúncios do site N11.com.
Em 2013, Yasemin Allen estrelou ao lado do cantor turco Özcan Deniz em sua estréia no cinema Su ve Ateş, interpretando   Yagmur Efe, ela estrelou como Defne Sultan na série dramática épica Muhteşem Yüzyıl. 
No mesmo ano, ela interpretou a personagem Sibel na série de drama de gangue Şeref Meselesi; a personagem foi baleada até a morte no episódio 21, assim terminou seu papel na série. A partir de janeiro de 2019, Allen co-estrela a 7 ª temporada da série de ação dramática britânica Strike Back.

## Filmografia

### Televisão[9]
| Ano           | Titulo                                | Papel                    | Notas                           |
| ------------- | ------------------------------------- | ------------------------ | ------------------------------- |
| 2008          | Elif                                  | Elif Doğan               | 15 Episódios                    |
| 2010          | Kavak Yelleri                         | Elena Banderenko/Karakuş | 3 Episódios                     |
| 2010–2011     | Yerden Yüksek                         | Juliette/Jüjü            | 37 Episódios                    |
| 2011–2012     | Hayat Devam Ediyor                    | Pelin Akça               | 42 Episódios                    |
| 2013–2014     | Merhamet                              | Irmak Tunalı             | 44 Episódios                    |
| 2014          | Muhteşem Yüzyıl                       | Defne Sultan/Louisa      | 11 Episódios                    |
| 2014          | Elite Miss Turkey 2014 Beauty Contest | Ela mesma                |                                 |
| 2014–2015     | Şeref Meselesi                        | Sibel Ozer               | Papel principal (21 Episódios)  |
| 2016          | 46 Yok Olan                           | Selin Acar               | 12 Episódios                    |
| 2017          | Fi                                    | Ece Sayda                | Papel recorrente                |
| 2019-presente | Strike Back                           | Katrina Zarkova          | Elenco principal (7ª temporada) |

### Videoclipe
| Ano  | Artista       | Música         |
| ---- | ------------- | -------------- |
| 2011 | Ilgaz Erel    | Rüyamda        |
| 2009 | Ogün Şanlısoy | Büyüdük Aniden |